# Skotska lågländerna

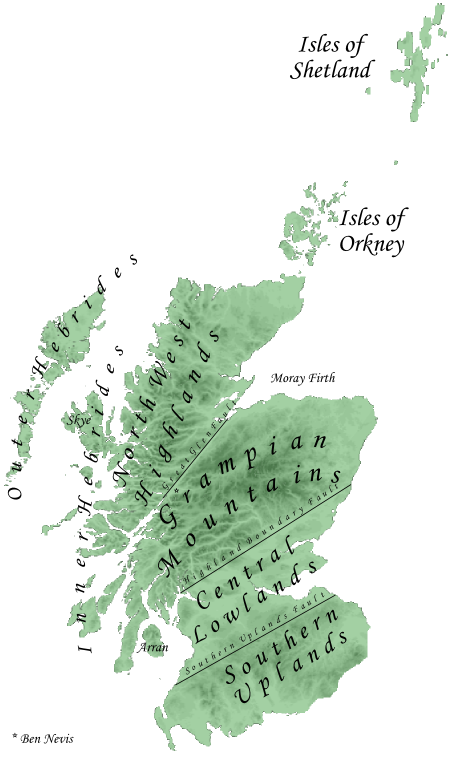
Skotska lågländerna delas in i Central Lowlands och Southern Uplands.

Det finns ingen strikt avgränsning av skotska lågländerna (engelska: Scottish Lowlands), men området brukar definieras som allt (inom Skottland) som inte är skotska högländerna. Detta är ungefärligen området söder och öster om en linje mellan Stonehaven och Helensburgh (vid Firth of Clyde). Ibland anses en del andra öar också ingå i lågländerna, men detta är omtvistat.
Det bör påpekas att inte hela lågländerna är låglänt. Den del som kallas Southern Uplands ligger relativt högt och den en högsta toppen, Merrik, når 843 meter över havet.
Under 1700-talet spelade området en viktig roll i samband med den industriella revolutionen.

### Fotnoter
1. ↑  Dick Harrisson (22 juni 2015). ”De ivrar för självständighet i Skottland”. Svenska dagbladet. http://www.svd.se/de-skotska-sjalvstandighetsivrarna. Läst 1 januari 2016.